# Dorstenia nervosa
Dorstenia nervosa é uma espécie botânica pertencente à família Moraceae.

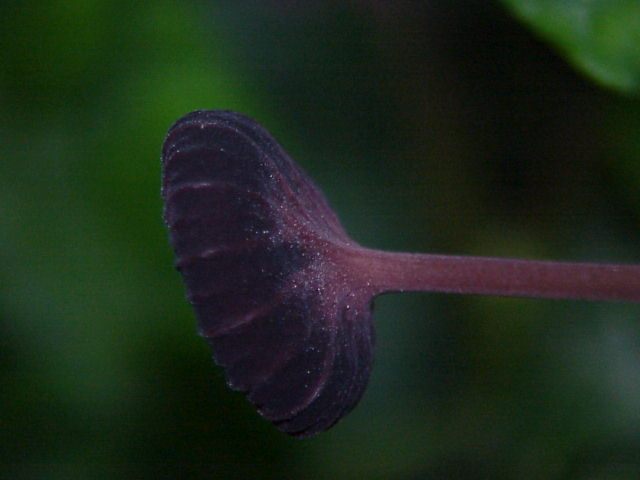
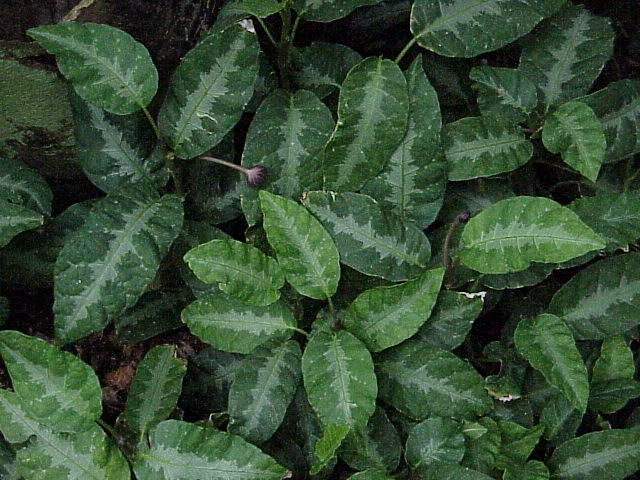
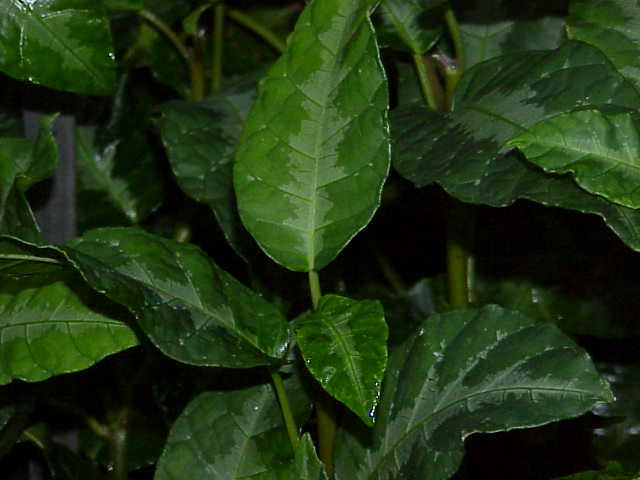
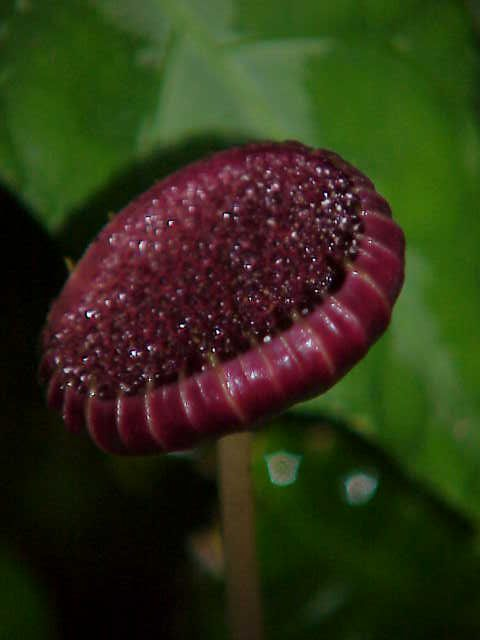